# Byrrhinus antipodium
Byrrhinus antipodium är en skalbaggsart som beskrevs av Fauvel 1903. Byrrhinus antipodium ingår i släktet Byrrhinus och familjen lerstrandbaggar. Inga underarter finns listade i Catalogue of Life.